# Corydalis straminoides
Corydalis straminoides är en vallmoväxtart som beskrevs av Cheng Yih Wu och Z. Y. Su. Corydalis straminoides ingår i släktet nunneörter, och familjen vallmoväxter. Inga underarter finns listade i Catalogue of Life.